# Kentucky Colonel
Kentucky Colonel (tradotto in italiano Colonnello del Kentucky) è un grado onorario conferito dallo Stato del Kentucky, USA. È il più alto titolo onorifico che viene concesso da questo Stato americano. La nomina avviene dal Governatore e dal Segretario di Stato del Kentucky per meriti eccezionali verso lo Stato e la nazione. Con la nomina a Kentucky Colonel, si è considerati membri onorari dello staff e aiutanti di campo onorari del governatore. Seppur caduto in disuso, nonostante venga riportato sul diploma di concessione, si assume anche il titolo di "onorevole". Negli Stati Uniti non esistono ordini cavallereschi statali di merito come nella maggior parte degli Stati del mondo, ma viene demandata ad ogni autorità statale federale, la facoltà di concedere titoli onorifici, spesso in forma di gradi militari onorari.

## Storia
Il titolo Kentucky Colonel nacque oltre 200 anni fa, nel 1813, ma era già usato informalmente per riferirsi a persone di ottima reputazione, spesso in connessione con il servizio militare nella guerra d'indipendenza americana. Quando la milizia del Kentucky fu smantellata alla fine della Guerra anglo-americana, il governatore Isaac Shelby insignì Charles Stewart Todd, uno dei suoi ufficiali nella campagna, come Aiutante di campo del suo staff con il grado di Colonnello (due anni dopo, Todd sposò la figlia più giovane di Shelby).
I primi Colonnelli hanno servito lo Stato rivestendo effettivamente ruoli militari. Dalla fine del XIX secolo, il ruolo ha assunto sempre più una connotazione onorifica: i Colonnelli in uniforme presenziavano alle funzioni pubbliche ed eventi sociali in presenza del governatore. 

## The Honorable Order of Kentucky Colonels
Nel 1932 fu fondato "The Honorable Order of Kentucky Colonel", un'organizzazione caritatevole apolitica e senza fini di lucro, attiva nel sociale e nella solidarietà a favore del Kentucky e dei suoi cittadini. Condizione necessaria per farne parte, è essere Kentucky Colonel.